# Омельково (Сумская область)
Омельково (укр. Омелькове) — село,
Хоружевский сельский совет,
Недригайловский район,
Сумская область,
Украина.
Код КОАТУУ — 5923586705. Население по переписи 2001 года составляло 55 человек .

## Географическое положение
Село Омельково находится в 2-х км от правого берега реки Биж.
На расстоянии в 1 км расположено село Биж.
По селу протекает пересыхающий ручей с запрудой.